# 德罗尔
德罗尔（Dhrol），是印度古吉拉特邦Jamnagar县的一个城镇。总人口23618（2001年）。

## 人口
该地2001年总人口23618人，其中男性11459人，女性12159人；0—6岁人口2741人，其中男1416人，女1325人；识字率68.80%，其中男性为74.21%，女性为63.70%。